# Castianeira soyauxi
Castianeira soyauxi är en spindelart som först beskrevs av Karsch 1879.  Castianeira soyauxi ingår i släktet Castianeira och familjen flinkspindlar.
Artens utbredningsområde är Kongo. Inga underarter finns listade i Catalogue of Life.